# Человек-паук и его удивительные друзья
«Человек-паук и его удивительные друзья» (англ. Spider-Man and His Amazing Friends) — американский мультипликационный сериал, разработанный Marvel Productions и представляющий собой кроссовер с мультсериалом «Человек-паук» 1981 года. Центральными героями выступили уже известные персонажи Marvel Comics — Человек-паук и Человек-лёд, а также специально созданная для мультсериала героиня, Огненная звезда. Будучи трио, под названием "Друзья Паука" они сражались с различными злодеями вселенной Marvel.
Сериал был попыткой NBC повторить успех, которым пользовалась франшиза ABC под названием Супер Друзья. Изначально создатели планировали сделать Человека-факела постоянным участником команды, но из-за юридических проблем с использованием персонажа (которые ранее были присущи другому мультсериалу Marvel — «Фантастическая четвёрка 1978 года»), они были вынуждены разработать нового персонажа с аналогичными способностями. Впоследствии, из-за популярности персонажа в фанатском сообществе, Огненная звезда была адаптирована в комиксы.

## Сюжет
Питер Паркер (Человек-Паук), Бобби Дрейк (Человек-Лёд) и Анжелика Джонс (Огненная Звезда) являются студентами Государственного Университета. После того, как им удаётся победить Жука и вернуть «усилителя силы», которые тот украл у Тони Старка (Железный человек), трио решает сформировать постоянную команду, известную как "Друзья Паука". Они живут в доме тёти Питера вместе с собакой мисс Лайон, лхасским апсо. Вместе супер-герои сражаются с различными супер-злодеями.
В некоторых историях участвовали другие персонажи Marvel Comics, такие как Капитан Америка, Тор, Железный человек и Люди Икс.

## Роли озвучивали
- Дэн Гилвзан — Питер Паркер / Человек-паук
- Фрэнк Уэлкер — Бобби Дрейк / Человек-лёд, Флэш Томпсон, Мэтт Мёрдок, мисс Лайон, Дядя Бен, Фрэнсис Байт / Видео-человек
- Кэти Гарвер — Анжелика Джонс / Огненная звезда, Салли, Шторм
- Ханс Конрид — Хамелеон
- Джерри Декстер — Солнечный огонь
- Джордж Диченцо — Капитан Америка, Крэйвен-охотник, Циклоп
- Уокер Эдмистон — чудовище Франкенштейна, Кингпин
- Эл Фанн — Рой
- Джун Форей — тётя Мэй
- Джон Хэймер — Скелтон, Чёрный рыцарь
- Энн Локхарт — Шторм
- Деннис Маркс — доктор Фаустус, Норман Озборн / Зелёный гоблин
- Аллан Мелвин — Электро
- Шепард Менкен — Доктор Дум
- Джон Стивенсон — Колосс, Локи, Шокер, Суртур, Буревестник, Имир
- Джанет Уолдо — Шанна-Дьяволица
- Уильям Вудсон — Доктор Стрэндж, Нэмор, Джей Джона Джеймсон

## Marvel Mash-Up
Сцены из «Человек-паук и его удивительные друзья» были перемонтированы в комичные короткометражки в рамках Marvel Mash-Up Disney XD, являющиеся частью их блока «Marvel Universe на Disney XD», наряду с мультсериалами «Совершенный Человек-паук» и «Мстители. Величайшие герои Земли».

## Критика
В 2008 году IGN поместил мультсериал «Человек-паук и его удивительные друзья» на 59-е место в «Топе 100 анимационных сериалов».